# Elecciones regionales de Ayacucho de 2014
Las elecciones regionales de Ayacucho de 2014 se llevaron a cabo el 5 de octubre de 2014 para elegir al presidente regional, al vicepresidente regional y al Consejo Regional para el periodo 2015-2018. La elección se celebró simultáneamente con elecciones regionales y municipales (provinciales y distritales) en todo el Perú.

## Sistema electoral
El Gobierno Regional de Ayacucho es el órgano administrativo y de gobierno del departamento de Ayacucho. Está compuesto por el presidente regional, el vicepresidente regional y el Consejo Regional.
La votación se realiza en base al sufragio universal, que comprende a todos los ciudadanos nacionales mayores de dieciocho años, empadronados y residentes en el departamento de Ayacucho y en pleno goce de sus derechos políticos.
El presidente y vicepresidente regional son elegidos por sufragio directo. Para que un candidato sea proclamado ganador debe obtener no menos de 30 % de votos válidos. En caso ningún candidato logre ese porcentaje en la primera vuelta electoral, los dos candidatos más votados participan en una segunda vuelta o balotaje.
El Consejo Regional de Ayacucho está compuesto por 14 consejeros elegidos por sufragio directo para un período de cuatro (4) años. La votación es por lista cerrada y bloqueada. Cada provincia del departamento de Ayacucho constituye una circunscripción electoral. Se asigna a la lista ganadora los escaños según el método d'Hondt. La distribución y el número de consejeros regionales es la siguiente:
| Circunscripción                                                                                            | Escaños | Mapa |
| --- | ------- | ---- |
| Huamanga(+1), Huanta(–1) y La Mar(+1)                                                                      | 2       |      |
| Cangallo, Huanca Sancos, Lucanas, Parinacochas, Paucar del Sara Sara, Sucre, Víctor Fajardo y Vilcashuamán | 1       |      |

## Composición del Consejo Regional de Ayacucho
La siguiente tabla muestra la composición del Consejo Regional de Ayacucho antes de las elecciones.
| Partidos | Partidos                                             | Consejeros |
| -------- | ---------------------------------------------------- | ---------- |
|          | Movimiento Independiente Regional Todos con Ayacucho | 8          |
|          | Alianza para el Progreso                             | 4          |
|          | Musuq Ñan                                            | 1          |

## Partidos y candidatos
A continuación se muestra una lista de los principales partidos y alianzas electorales que participaron en las elecciones:
| Candidatura | Candidatura | Partidos y alianzas | Candidatos | Candidatos               | Ideología                                                          | Resultado previo | Resultado previo | Ref. |
| Candidatura | Candidatura | Partidos y alianzas | Candidatos | Candidatos               | Ideología                                                          | Votos (%)        | Con.             | Ref. |
| ----------- | ----------- | --- | ---------- | ------------------------ | ------------------------------------------------------------------ | ---------------- | ---------------- | ---- |
|             | APP         | Lista - Alianza para el Progreso de Ayacucho (APP–FRA–DIA) – Alianza para el Progreso (APP) – Frente Regional Ayacucho (FRA) – Desarrollo Integral Ayacucho (DIA) |            | Edwin Donayre Gotzch     | Liberalismo económico Populismo de derecha Regionalismo ayacuchano | 26.06%           | 4                |      |
|             | QT          | Lista - Qatun Tarpuy (QT) |            | Carlos Herencia Gallegos | Regionalismo ayacuchano                                            | 13.47%           | 0                |      |
|             | MÑ          | Lista - Musuq Ñan (MÑ) |            | Carlos Rua Carbajal      | Regionalismo ayacuchano                                            | 5.56%            | 1                |      |
|             | UDA         | Lista - Unidos por el Desarrollo de Ayacucho (UDA) |            | Carlos Alviar Madueño    | Regionalismo ayacuchano                                            | 4.61%            | 0                |      |
|             | APRA        | Lista - Partido Aprista Peruano (APRA) |            | Paola Capcha Cabrera     | Aprismo                                                            | 2.36%            | 0                |      |
|             | PPC         | Lista - Partido Popular Cristiano (PPC) |            | Teodosio Sauñe Quispe    | Democracia cristiana Conservadurismo social Liberalismo económico  | Nuevo            | Nuevo            |      |
|             | PP          | Lista - Perú Posible (PP) |            | Juan Paz Espinoza        | Socioliberalismo Democracia liberal Tercera vía                    | Nuevo            | Nuevo            |      |
|             | FP          | Lista - Fuerza Popular (FP) |            | José Alarcón Cárdenas    | Fujimorismo Conservadurismo social Populismo de derecha            | Nuevo            | Nuevo            |      |
|             | PPS         | Lista - Perú Patria Segura (PPS) |            | Edwin Caro Castro        | Conservadurismo liberal Liberalismo económico                      | Nuevo            | Nuevo            |      |
|             | ARA         | Lista - Alianza Renace Ayacucho (ARA) |            | Wilfredo Oscorima Núñez  | Regionalismo ayacuchano                                            | Nuevo            | Nuevo            |      |

## Sondeos de opinión
Las siguientes tablas enumeran las estimaciones de la intención de voto en orden cronológico inverso, mostrando las más recientes primero y utilizando las fechas en las que se realizó el trabajo de campo de la encuesta. Cuando se desconocen las fechas del trabajo de campo, se proporciona la fecha de publicación.
Leyenda:
     Sondeo realizado en el periodo de prohibición legal de la difusión de sondeos de intención de voto.

### Intención de voto
La siguiente tabla enumera las estimaciones ponderadas (sin incluir votos en blanco y nulos) de la intención de voto.
|                                        |                |     |      |      |      |      |      |      |  |  |  |  |  |
| Elecciones municipales de 2014         | 5 oct 2014     | —   | 31.7 | 27.7 | 13.2 | 7.9  | 7.9  | 4.0  |  |  |  |  |  |
|                                        |                |     |      |      |      |      |      |      |  |  |  |  |  |
| Ipsos Perú/América                     | 5 oct 2014     | ?   | 29.9 | 25.3 | –    | –    | –    | 4.6  |  |  |  |  |  |
| Datum Internacional/Frecuencia Latina  | 5 oct 2014     | ?   | 35.9 | 27.7 | 12.3 | –    | 7.8  | 8.2  |  |  |  |  |  |
| Ipsos Perú/América                     | 5 oct 2014     | ?   | 29.2 | 29.9 | 14.8 | –    | –    | 0.7  |  |  |  |  |  |
| Datum Internacional/Frecuencia Latina  | 5 oct 2014     | ?   | 37.7 | 27.8 | 10.0 | –    | –    | 9.9  |  |  |  |  |  |
| Sistemas & Comunicaciones Estratégicas | 22 sep 2014    | ?   | 32.1 | 24.0 | 15.6 | 2.9  | 14.5 | 8.1  |  |  |  |  |  |
| Datum Internacional/Frecuencia Latina  | 20–22 sep 2014 | 402 | 30.3 | 27.1 | 16.0 | –    | 7.1  | 2.8  |  |  |  |  |  |
| Inversiones MNVIEL                     | 5–10 sep 2014  | 265 | 25.8 | 29.8 | 9.0  | 10.8 | 7.3  | 4.0  |  |  |  |  |  |
| Inversiones MNVIEL                     | 12–18 jul 2014 | 359 | 23.5 | 35.5 | 6.0  | 10.9 | 9.5  | 12.0 |  |  |  |  |  |

### Preferencias de voto
La siguiente tabla enumera las preferencias de voto en bruto (incluyendo blancos, viciados y sin respuesta) y no ponderadas.
| Encuestadora/Medio                     | Fecha          | Muestra | Wilfredo Oscorima | Edwin Donayre | Carlos Rua | José Alarcón | Carlos Alviar | B/V  | NS/NO | Dif. |  |  |  |
| -------------------------------------- | -------------- | ------- | ----------------- | ------------- | ---------- | ------------ | ------------- | ---- | ----- | ---- |  |  |  |
| Encuestadora/Medio                     | Fecha          | Muestra |                   |               |            |              |               |      |       |      |  |  |  |
| Elecciones regionales de 2014          | 5 oct 2014     | —       | 26.6              | 23.1          | 11.1       | 6.6          | 6.6           | 16.3 | –     | 3.5  |  |  |  |
|                                        |                |         |                   |               |            |              |               |      |       |      |  |  |  |
| Sistemas & Comunicaciones Estratégicas | 22 sep 2014    | ?       | 27.8              | 20.8          | 13.5       | 2.5          | 12.5          | 13.5 | –     | 7.0  |  |  |  |
| Inversiones MNVIEL                     | 5–10 sep 2014  | 265     | 18.7              | 21.6          | 6.5        | 7.8          | 5.3           | 9.6  | 17.9  | 2.9  |  |  |  |
| Inversiones MNVIEL                     | 12–18 jul 2014 | 359     | 15.3              | 23.1          | 3.9        | 7.1          | 6.2           | 35.0 | –     | 7.8  |  |  |  |

## Resultados

### Gobierno Regional de Ayacucho
|                      | Wilfredo Oscorima Núñez  | Alianza Renace Ayacucho (ARA)                      | 87,364  | 31.73 |  |  |  |
|                      | Edwin Donayre Gotzch     | Alianza para el Progreso de Ayacucho (APP–FRA–DIA) | 76,165  | 27.66 |  |  |  |
|                      | Carlos Rua Carbajal      | Musuq Ñan (MÑ)                                     | 36,453  | 13.24 |  |  |  |
|                      | José Alarcón Cárdenas    | Fuerza Popular (FP)                                | 21,816  | 7.92  |  |  |  |
|                      | Carlos Alviar Madueño    | Unidos por el Desarrollo de Ayacucho (UDA)         | 21,681  | 7.88  |  |  |  |
|                      | Carlos Herencia Gallegos | Qatun Tarpuy (QT)                                  | 20,347  | 7.39  |  |  |  |
|                      | Paola Capcha Cabrera     | Partido Aprista Peruano (APRA)                     | 6,450   | 2.34  |  |  |  |
|                      | Juan Paz Espinoza        | Perú Posible (PP)                                  | 3,225   | 1.17  |  |  |  |
|                      | Teodosio Sauñe Quispe    | Partido Popular Cristiano (PPC)                    | 1,072   | 0.39  |  |  |  |
|                      | Edwin Caro Castro        | Perú Patria Segura (PPS)                           | 741     | 0.27  |  |  |  |
|                      |                          |                                                    |         |       |  |  |  |
| Total                | Total                    | Total                                              | 275,314 |       |  |  |  |
|                      |                          |                                                    |         |       |  |  |  |
| Votos válidos        | Votos válidos            | Votos válidos                                      | 275,314 | 83.67 |  |  |  |
| Votos en blanco      | Votos en blanco          | Votos en blanco                                    | 31,200  | 9.48  |  |  |  |
| Votos nulos          | Votos nulos              | Votos nulos                                        | 22,531  | 6.85  |  |  |  |
| Votos emitidos       | Votos emitidos           | Votos emitidos                                     | 329,045 | 80.32 |  |  |  |
| Abstenciones         | Abstenciones             | Abstenciones                                       | 80,626  | 19.68 |  |  |  |
| Votantes registrados | Votantes registrados     | Votantes registrados                               | 409,671 |       |  |  |  |
|                      |                          |                                                    |         |       |  |  |  |
| Fuente:              |                          |                                                    |         |       |  |  |  |

### Consejo Regional de Ayacucho
| |                                                     |              |              |              |         |         |  |  |
| Partidos y coaliciones                                                                                    | Partidos y coaliciones                              | Voto popular | Voto popular | Voto popular | Escaños | Escaños |  |  |
| Partidos y coaliciones                                                                                    | Partidos y coaliciones                              | Votos        | %            | ±pp          | Total   | +/−     |  |  |
| | Alianza Renace Ayacucho (ARA)                       | 70,136       | 27.28        | Nuevo        | 4       | +4      |  |  |
| | Alianza para el Progreso de Ayacucho (APP–FRA–DIA)1 | 63,465       | 24.68        | +5.37        | 5       | +1      |  |  |
| | Musuq Ñan (MÑ)                                      | 35,436       | 13.78        | +6.15        | 3       | +2      |  |  |
| | Fuerza Popular (FP)                                 | 25,195       | 9.80         | Nuevo        | 0       | ±0      |  |  |
| | Unidos por el Desarrollo de Ayacucho (UDA)          | 25,022       | 9.73         | +3.76        | 1       | +1      |  |  |
| | Qatun Tarpuy (QT)                                   | 24,345       | 9.47         | –2.78        | 1       | +1      |  |  |
| | Partido Aprista Peruano (APRA)                      | 7,304        | 2.84         | –1.22        | 0       | ±0      |  |  |
| | Perú Posible (PP)                                   | 3,348        | 1.30         | n/a          | 0       | ±0      |  |  |
| | Partido Popular Cristiano (PPC)                     | 1,713        | 0.67         | Nuevo        | 0       | ±0      |  |  |
| | Perú Patria Segura (PPS)                            | 1,152        | 0.45         | Nuevo        | 0       | ±0      |  |  |
| |                                                     |              |              |              |         |         |  |  |
| Total | Total                                               | 257,116      |              |              | 14      | +1      |  |  |
| |                                                     |              |              |              |         |         |  |  |
| Votos válidos                                                                                             | Votos válidos                                       | 257,116      | 78.14        | +4.97        |         |         |  |  |
| Votos en blanco                                                                                           | Votos en blanco                                     | 49,772       | 15.13        | –3.06        |         |         |  |  |
| Votos nulos                                                                                               | Votos nulos                                         | 22,157       | 6.73         | –1.90        |         |         |  |  |
| Votos emitidos                                                                                            | Votos emitidos                                      | 329,045      | 80.32        | –2.85        |         |         |  |  |
| Abstenciones                                                                                              | Abstenciones                                        | 80,626       | 19.68        | +2.85        |         |         |  |  |
| Votantes registrados                                                                                      | Votantes registrados                                | 409,671      |              |              |         |         |  |  |
| |                                                     |              |              |              |         |         |  |  |
| Fuente:                                                                                                   |                                                     |              |              |              |         |         |  |  |
| Notas al pie: 1 Comparado con los resultados de Alianza para el Progreso (APP) en las elecciones de 2010. |                                                     |              |              |              |         |         |  |  |
| Notas al pie:                                                                                             |                                                     |              |              |              |         |         |  |  |
| 1 Comparado con los resultados de Alianza para el Progreso (APP) en las elecciones de 2010.               |                                                     |              |              |              |         |         |  |  |

### Autoridades electas
| Cargo                                                     | Autoridad electa | Autoridad electa             | Partido político | Partido político                                                    |
| --------------------------------------------------------- | ---------------- | ---------------------------- | ---------------- | ------------------------------------------------------------------- |
| Presidente Regional de Ayacucho                           |                  | Wilfredo Oscorima Núñez      |                  | Alianza Renace Ayacucho                                             |
| Vicepresidente Regional de Ayacucho                       |                  | Víctor de la Cruz Eyzaguirre |                  | Alianza Renace Ayacucho                                             |
| Consejero Regional de Ayacucho (por Cangallo)             |                  | Vicente Chaupin Huaycha      |                  | Musuq Ñan                                                           |
| Consejero Regional de Ayacucho (por Huamanga)             |                  | Rubén Loayza Mendoza         |                  | Alianza Renace Ayacucho                                             |
| Consejero Regional de Ayacucho (por Huamanga)             |                  | Víctor Pillaca Valdez        |                  | Alianza para el Progreso de Ayacucho (Desarrollo Integral Ayacucho) |
| Consejero Regional de Ayacucho (por Huanca Sancos)        |                  | Nilton Salcedo Quispe        |                  | Musuq Ñan                                                           |
| Consejero Regional de Ayacucho (por Huanta)               |                  | Máximo Contreras Cconovilca  |                  | Alianza Renace Ayacucho                                             |
| Consejero Regional de Ayacucho (por Huanta)               |                  | Jorge Aponte Cervantes       |                  | Alianza para el Progreso de Ayacucho (Alianza para el Progreso)     |
| Consejero Regional de Ayacucho (por La Mar)               |                  | Eulogio Vila Montaño         |                  | Musuq Ñan                                                           |
| Consejera Regional de Ayacucho (por La Mar)               |                  | Lidia Borda Llactahuamán     |                  | Alianza Renace Ayacucho                                             |
| Consejero Regional de Ayacucho (por Lucanas)              |                  | Aníbal Poma Sarmiento        |                  | Alianza para el Progreso de Ayacucho (Desarrollo Integral Ayacucho) |
| Consejero Regional de Ayacucho (por Parinacochas)         |                  | Julio Sevilla Sifuentes      |                  | Alianza para el Progreso de Ayacucho (Alianza para el Progreso)     |
| Consejera Regional de Ayacucho (por Páucar del Sara Sara) |                  | Digna Veldy Canales          |                  | Unidos por el Desarrollo de Ayacucho                                |
| Consejera Regional de Ayacucho (por Sucre)                |                  | Daisy Pariona Huamaní        |                  | Alianza para el Progreso de Ayacucho (Independiente)                |
| Consejera Regional de Ayacucho (por Víctor Fajardo)       |                  | Libeth Ucharima Chillcce     |                  | Alianza Renace Ayacucho                                             |
| Consejero Regional de Ayacucho (por Vilcashuamán)         |                  | Rubén Escriba Palomino       |                  | Qatun Tarpuy                                                        |